# موت بروكوريس
موت بروكوريس (بالإيطالية: Morte di Procri)‏ وتعرف أيضاً باسم الموضوع الميثولوجي هي لوحة مرسومة من قبل الرسام الإيطالي بييرو دي كوزيمو واللوحة موجودة حالياً في المعرض الوطني في لندن في المملكة المتحدة وقد تم رسمها في سنة 1495، اللوحة هي تعبير ووصف لكلام الشاعر الروماني أوفيد عن موت بروكوريس بين يدي زوجها سيفالوس في كتاب التحولات، المعرض الوطني رفض تسمية وفاة بروكوريس وفضل استعمال اسم الموضوع الميثولوجي واسم حداد الإله الإغريقي على الحورية.
اللوحة تظهر إله إغريقي جاثياً قرب جثة لإمراة شابة وعارية الصدر مع كلب بجانبها وثلاث كلاب أخرى وحيوانات أخرى وبحر خلفهم وتظهر أيضاً حزن الإله على الفتاة